# 车轴草白粉菌
车轴草白粉菌（学名：Erysiphe trifolii）是属于白粉菌目白粉菌科白粉菌属的一种真菌，寄生在蝶形花科植物上。该种分布于中国、丹麦、加拿大、印度、阿富汗、芬兰、波兰、英国、罗马尼亚、挪威、葡萄牙、新西兰、瑞典、德国等地。